# Down Beat
Down Beat  es una revista estadounidense dedicada al jazz. Sus primeros números salieron en 1935 en Chicago. Su nombre deriva del término musical "downbeat", llamado también "one beat".
Down Beat publica los resultados de encuestas anuales realizadas entre sus lectores y críticos sobre una amplia variedad de categorías musicales. El Down Beat Jazz Hall of Fame incluye a los ganadores resultantes de las encuestas hechas tanto entre críticos como entre lectores. Los resultados de la encuesta entre los lectores son publicados en el número de diciembre y los de la encuesta a los críticos en agosto.
Uno de los elementos más conocidos de Down Beat es la columna del "Blindfold Test", en la que un músico escucha una serie de grabaciones de otros artistas e intenta adivinar quiénes son los músicos correspondientes. La media de aciertos no pasa del 50%.

## Down BeatJazz Hall of Fame
El Down Beat Jazz Hall of Fame está situado en el Universal Studios' City Jazz club en Orlando. Los músicos que en la actualidad forman parte de él, por año, son listados en la siguiente tabla. La encuesta a los críticos no se empezó a hacer hasta 1961, por lo que antes de esa fecha los ganadores provienen solo de la encuesta a los lectores. Aunque muchos miembros se repiten, el Down Beat Jazz Hall of Fame está separado y es distinto del Big Band and Jazz Hall of Fame.

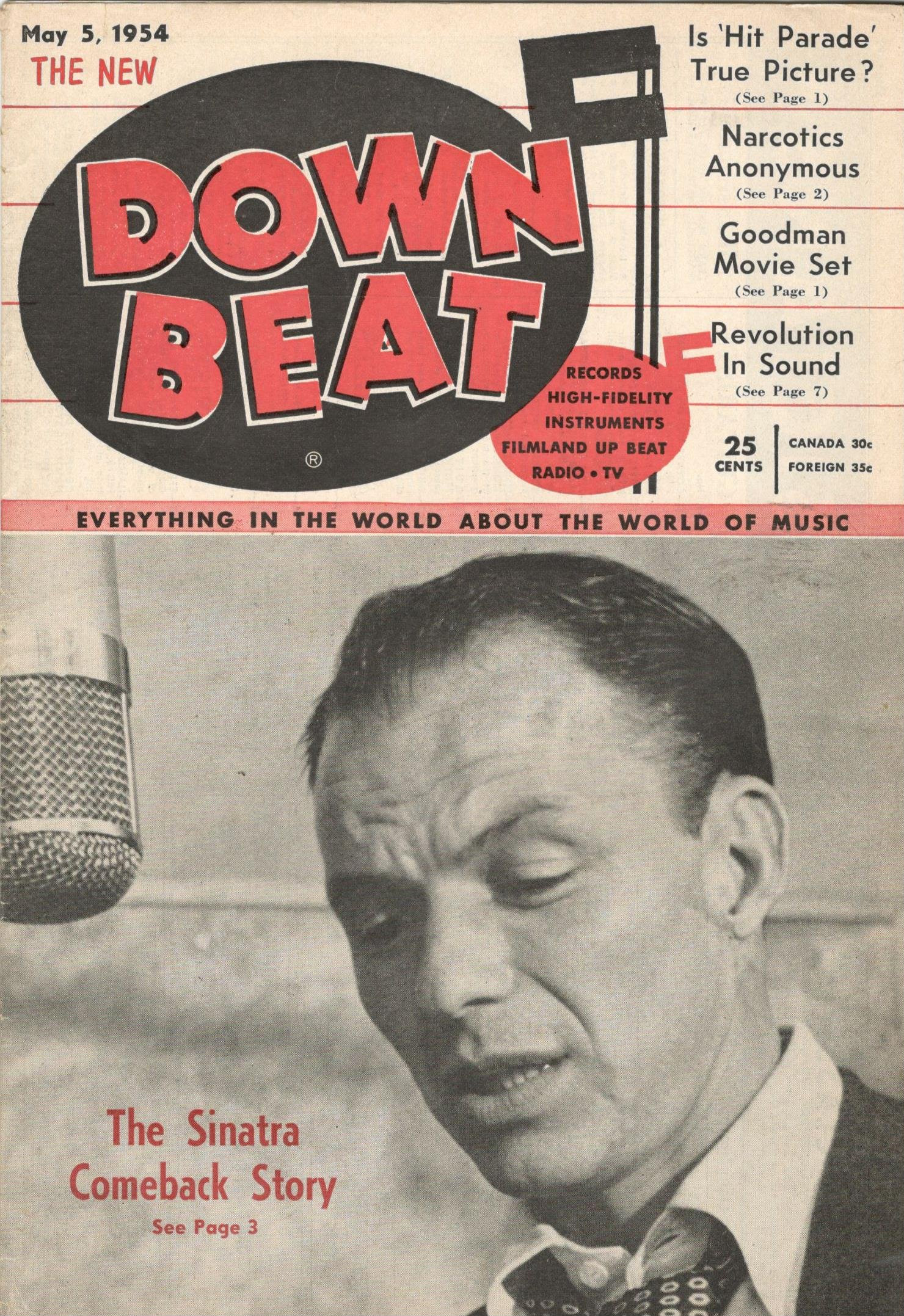
F. Sinatra en la portada del número del 5 de mayo de 1954

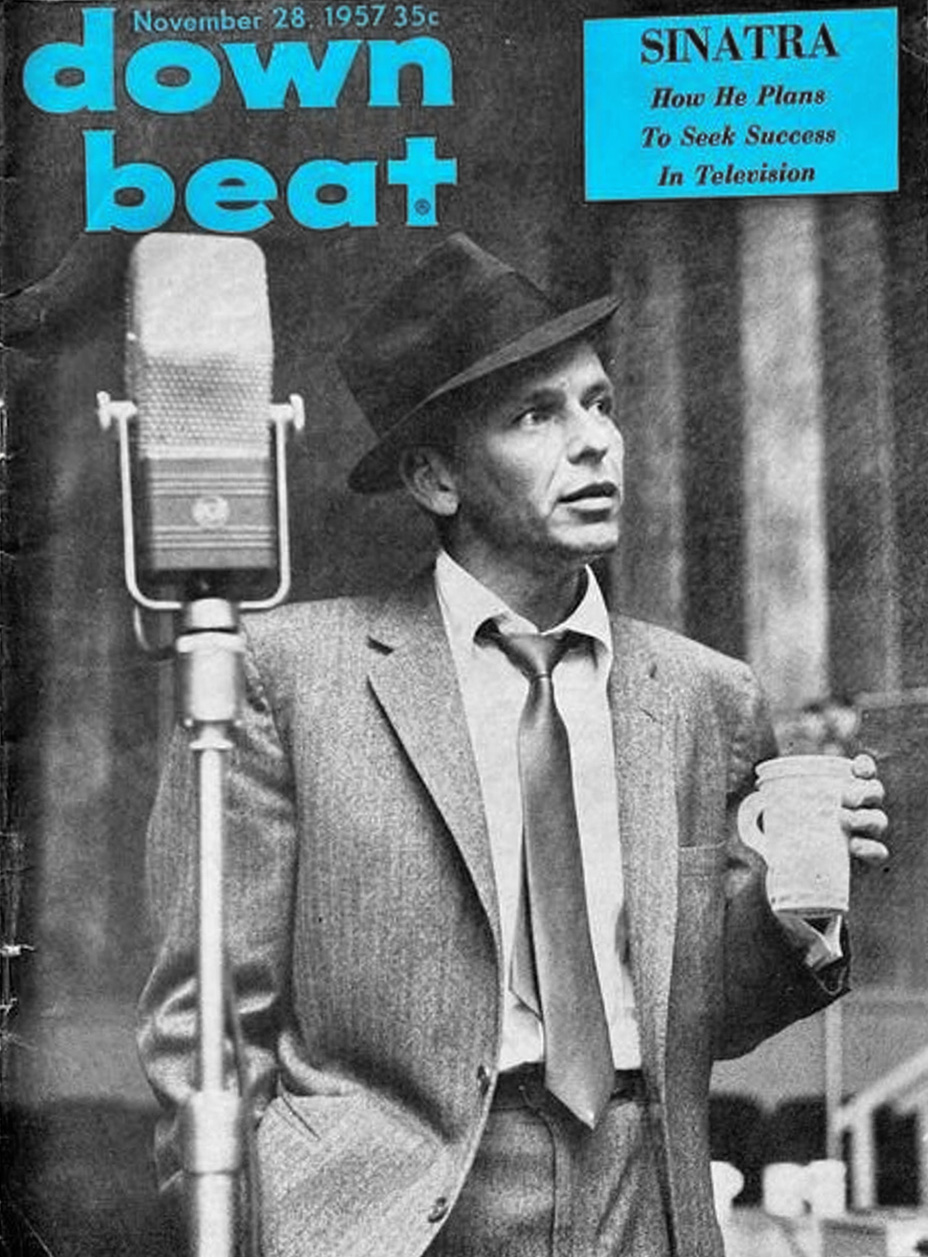
F. Sinatra en la portada del núm. del 28 de nov. de 1957

| Año  | Encuesta a los lectores | Encuesta a los críticos                |
| ---- | ----------------------- | -------------------------------------- |
| 1952 | Louis Armstrong         |                                        |
| 1953 | Glenn Miller            |                                        |
| 1954 | Stan Kenton             |                                        |
| 1955 | Charlie Parker          |                                        |
| 1956 | Duke Ellington          |                                        |
| 1957 | Benny Goodman           |                                        |
| 1958 | Count Basie             |                                        |
| 1959 | Lester Young            |                                        |
| 1960 | Dizzy Gillespie         |                                        |
| 1961 | Billie Holiday          | Coleman Hawkins                        |
| 1962 | Miles Davis             | Bix Beiderbecke                        |
| 1963 | Thelonious Monk         | Jelly Roll Morton                      |
| 1964 | Eric Dolphy             | Art Tatum                              |
| 1965 | John Coltrane           | Earl Hines                             |
| 1966 | Bud Powell              | Charlie Christian                      |
| 1967 | Billy Strayhorn         | Bessie Smith                           |
| 1968 | Wes Montgomery          | Sidney Bechet & Fats Waller            |
| 1969 | Ornette Coleman         | Pee Wee Russell & Jack Teagarden       |
| 1970 | Jimi Hendrix            | Johnny Hodges                          |
| 1971 | Charles Mingus          | Roy Eldridge & Django Reinhardt        |
| 1972 | Gene Krupa              | Clifford Brown                         |
| 1973 | Sonny Rollins           | Fletcher Henderson                     |
| 1974 | Buddy Rich              | Ben Webster                            |
| 1975 | Cannonball Adderley     | Cecil Taylor                           |
| 1976 | Woody Herman            | King Oliver                            |
| 1977 | Paul Desmond            | Benny Carter                           |
| 1978 | Joe Venuti              | Rahsaan Roland Kirk                    |
| 1979 | Ella Fitzgerald         | Lennie Tristano                        |
| 1980 | Dexter Gordon           | Max Roach                              |
| 1981 | Art Blakey              | Bill Evans                             |
| 1982 | Art Pepper              | Fats Navarro                           |
| 1983 | Stéphane Grappelli      | Albert Ayler                           |
| 1984 | Oscar Peterson          | Sun Ra                                 |
| 1985 | Sarah Vaughan           | Zoot Sims                              |
| 1986 | Stan Getz               | Gil Evans                              |
| 1987 | Lionel Hampton          | Johnny Dodds, Thad Jones, Teddy Wilson |
| 1988 | Jaco Pastorius          | Kenny Clarke                           |
| 1989 | Woody Shaw              | Chet Baker                             |
| 1990 | Red Rodney              | Mary Lou Williams                      |
| 1991 | Lee Morgan              | John Carter                            |
| 1992 | Maynard Ferguson        | James P. Johnson                       |
| 1993 | Gerry Mulligan          | Edward Blackwell                       |
| 1994 | Dave Brubeck            | Frank Zappa                            |
| 1995 | J.J. Johnson            | Julius Hemphill                        |
| 1996 | Horace Silver           | Artie Shaw                             |
| 1997 | Nat King Cole           | Tony Williams                          |
| 1998 | Frank Sinatra           | Elvin Jones                            |
| 1999 | Milt Jackson            | Betty Carter                           |
| 2000 | Clark Terry             | Lester Bowie                           |
| 2001 | Joe Henderson           | Milt Hinton                            |
| 2002 | Antonio Carlos Jobim    | John Lewis                             |
| 2003 | Ray Brown               | Wayne Shorter                          |
| 2004 | McCoy Tyner             | Roy Haynes                             |
| 2005 | Herbie Hancock          | Steve Lacy                             |
| 2006 | Jimmy Smith             | Jackie McLean                          |
| 2007 | Michael Brecker         | Andrew Hill                            |
| 2008 | Keith Jarrett           | Joe Zawinul                            |
| 2009 | Freddie Hubbard         | Hank Jones                             |
| 2010 | Muhal Richard Abrams    | Chick Corea                            |
| 2011 | Ahmad Jamal             | Abbey Lincoln                          |
| 2012 | Ron Carter              | Paul Motian                            |
| 2013 | Pat Metheny             | Charlie Haden                          |
| 2014 | B.B. King               | Jim Hall                               |
| 2015 | Tony Bennett            | Lee Konitz                             |
| 2016 | Phil Woods              | Randy Weston                           |
| 2017 |                         | Don Cherry                             |

## El disco de jazz del año
Una contribución esencial de la encuesta a críticos y lectores son las contribuciones para elegir el "Jazz Album of the Year". En 2006, los tres discos más votados por los críticos fueron (1) Andrew Hill: Time Lines (Blue Note), (2) Wayne Shorter Quartet: Beyond The Sound Barrier (Verve), (3) Sonny Rollins: Without A Song (The 9/11 Concert) (Milestone).